# Tiffany Boone
Tiffany Boone (Baltimore, 27 de agosto de 1987) é uma atriz norte-americana mais conhecida por seus papéis como Roxy Jones na série televisão Hunters, Mandy Lang na segunda temporada da série The Following, Savannah Snow no filme Beautiful Creatures e Mimi no filme Detention.

## Vida Inicial
Boone foi criada por sua mãe em Baltimore, Maryland. Sua mãe trabalha para a Administração da Previdência Social. Seu pai foi assassinado em 1991, quando ela tinha três anos. Em 2009, Boone se formou na California Institute of the Arts.

## Filmografia

### Cinema
| Ano  | Título                        | Papel         | Notas          |
| ---- | ----------------------------- | ------------- | -------------- |
| 2006 | Hamilton                      | Briana        |                |
| 2011 | Detention                     | Mimi          |                |
| 2011 | Butterfinger the 13th         | Sonja         | Curta-metragem |
| 2012 | Pie Head: A Kinda' True Story | Xochitl       |                |
| 2013 | Beautiful Creatures           | Savannah Snow |                |
| 2013 | Full                          | Jami Teasly   | Curta-metragem |
| 2020 | The Midnight Sky              | Maya          | [ 2 ]          |
| 2024 | Mufasa: O Rei Leão            | Sarabi        | voz            |

### Televisão
| Ano           | Título                    | Papel            | Notas                             |
| ------------- | ------------------------- | ---------------- | --------------------------------- |
| 2012          | UNmatchable               | Emma Richards    | Episódio: "Pilot"                 |
| 2012          | Southland                 | Crystal          | 2 episódios                       |
| 2012          | Suburgatory               | Alice            | Episódio: "Krampus"               |
| 2013          | Grey's Anatomy            | Jaelyn Donovan   | Episódio: "Transplant Wasteland"  |
| 2013          | Perception                | Adolescente      | Episódio: "Toxic"                 |
| 2013          | Reading Writing & Romance | Jenny            | Filme televisivo                  |
| 2014          | The Following             | Mandy Lang       | 12 episódios                      |
| 2014          | Major Crimes              | Keisha Perry     | Episódio: "Party Foul"            |
| 2015          | Once Upon A Time          | Jovem Ursula     | Episódio: "Poor Unfortunate Soul" |
| 2015          | Complications             | Ingrid Meyers    | 4 episódios                       |
| 2018–2019     | The Chi                   | Jerrika          | 16 episódios                      |
| 2020–presente | Hunters                   | Roxy Jones       | Papel principal                   |
| 2020          | Little Fires Everywhere   | Jovem Mia Warren | 2 episódios                       |
| TBA           | Nine Perfect Strangers    | Delilah          | Futura minissérie                 |